# 辇道增六
天鵝座φ，又名BD+29 3684，HD 185734、SAO 68637、HR 7478，是天鵝座的一颗恒星，视星等为4.69，位于銀經64.95，銀緯3.97，其B1900.0坐标为赤經19h 35m 25.6s，赤緯+29° 3.97′ 22″。